# Banuzu Zelta avots
Banuzu Zelta avots este o arie protejată (arie specială de conservare — SAC, sit de importanță comunitară — SCI, arie de protecție specială avifaunistică — SPA) din Letonia întinsă pe o suprafață de 3,56 ha, integral pe uscat.

## Localizare
Centrul sitului Banuzu Zelta avots este situat la coordonatele 57°09′16″N 25°34′37″E / 57.1544°N 25.5769°E.

## Înființare
Situl Banuzu Zelta avots a fost declarat arie de protecție specială avifaunistică în decembrie 2003 pentru a proteja 2 specii de animale. Alte tipuri de protecție:
- sit de importanță comunitară (în mai 2004)
- arie specială de conservare (în mai 2004)[1][3][4]

## Biodiversitate
Situată în ecoregiunea boreală, aria protejată conține 4 habitate naturale: Izvoare fino-scandinave și mlaștini produse de izvoare bogate în minerale, Izvoare petrifiante cu formare de travertin (Cratoneurion), Mlaștini alcaline, Păduri pe pante, grohotișuri și ravene de Tilio-Acerion.
La baza desemnării sitului se află mai multe specii protejate de  nevertebrate (2): Vertigo angustior, Vertigo geyeri.
Pe lângă speciile protejate, pe teritoriul sitului au mai fost identificate 4 specii de plante, 3 specii de nevertebrate.